# ヒメスミレサイシン
ヒメスミレサイシン（姫菫細辛、学名：Viola yazawana）はスミレ科スミレ属の多年草。
花は白く、紫色の条があり、開花時には葉は十分に展開しない。スミレサイシン節 Sect. Vaginatae に属する。

## 特徴
地下茎は肥厚し、長く横たわり、古い葉柄が残る。地下茎は、近縁のスミレサイシン V. vaginata ほどは太くはならない。地下匐枝はない。無茎の種で、高さは4-8cmになる。葉は開花時には内側に巻き、開花後に完全に展開する。葉柄は長さ3-8cm、果時には長さ15cmに達する。葉身は長さ1.5-4cm、長卵形で、先端は鋭くとがり、基部は深い心形になり、縁には上方に向かう鋭い鋸歯がまばらにある。葉質は薄く、表面は緑色で、両面に短毛が生える。托葉はほぼ離生し、長さ3-4cmの披針形になる。
花期は4-6月。葉の間から長さ7-8cmになる花柄が伸び、白色で紫色の条がある径約1.5cmの花をつける。花柄途中には狭小な2個の小苞葉がある。花弁は長さ8-13mm、唇弁に紫色の条があり、側弁の基部に毛は生えない。唇弁の距は短く、長さは2.5-3mmになり、嚢状になる。萼片は狭卵状披針形で、長さ-8mmで、先端は外側に少し反り返り、反対側の付属体の縁は全縁になる。雄蕊は5個あり、花柱はカマキリの頭形になり、花柱上部の両翼は左右に短く張り出し、柱頭が突き出る。果実は卵形の蒴果で、長さ7-8mmになり、先がとがり、紫色の斑点があ。染色体数は2n=20。

## 分布と生育環境
本州の中部地方東部の長野県戸隠山から本州を横断し、関東地方の秩父山地などに分布し、ブナ帯や亜寒帯針葉樹林の林床、林縁に生育する。フォッサマグナに沿った分布をするフォッサマグナ要素の植物。日本以外では、朝鮮半島中部にも分布するという。

## 名前の由来
和名のヒメスミレサイシンは「姫菫細辛」の意。スミレサイシンと近縁で花が小型であることから、牧野富太郎がつけた。
種小名（種形容語）yazawana は、長野県の教育者、博物学者で、高山植物研究者の矢澤米三郎への献名。Viola yazawana は、牧野 (1902) による命名である

## ギャラリー

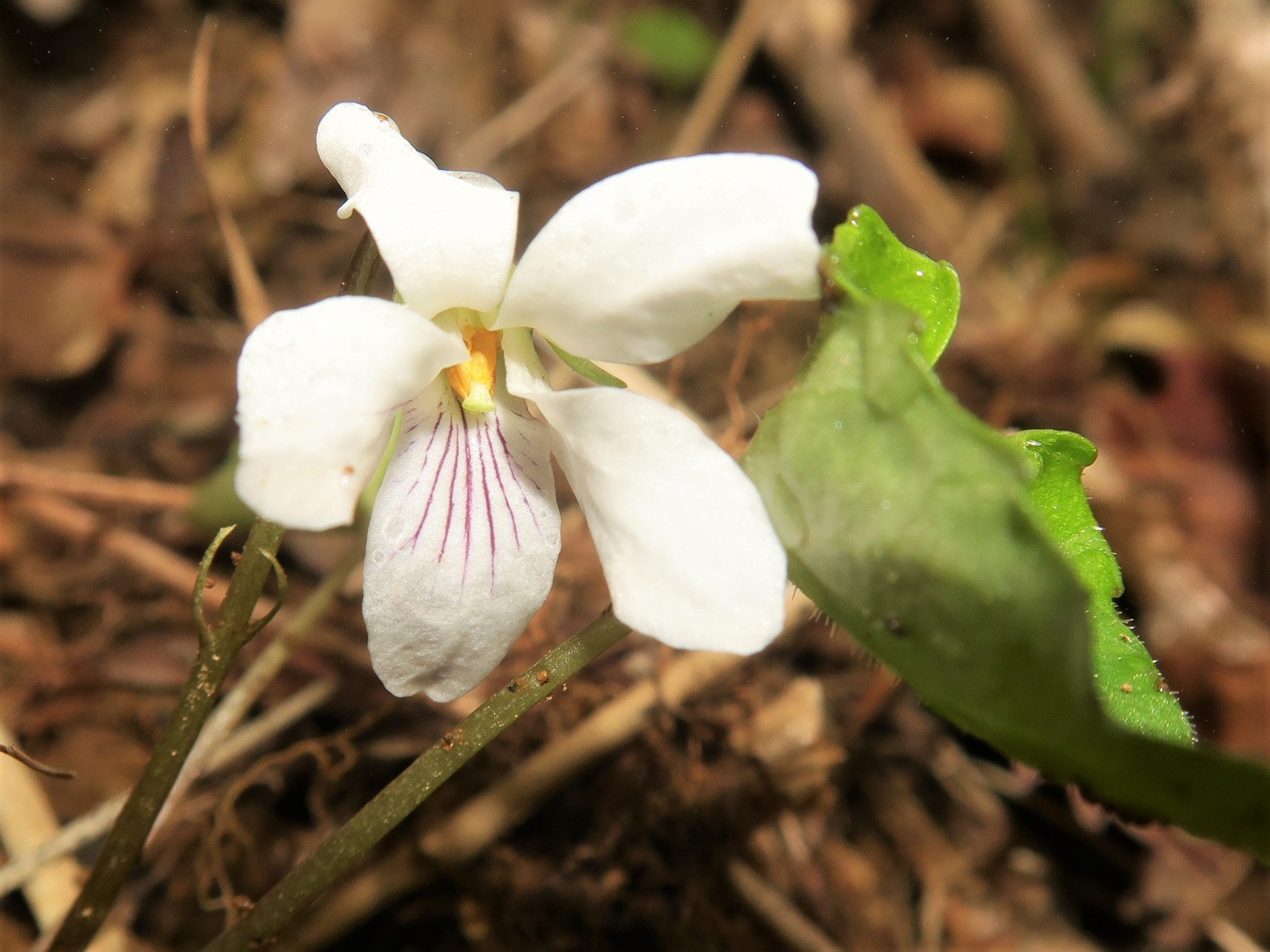
唇弁に紫色の条があり、側弁の基部に毛は生えない。花柱はカマキリの頭形になり、花柱上部の両翼は左右に短く張り出す。
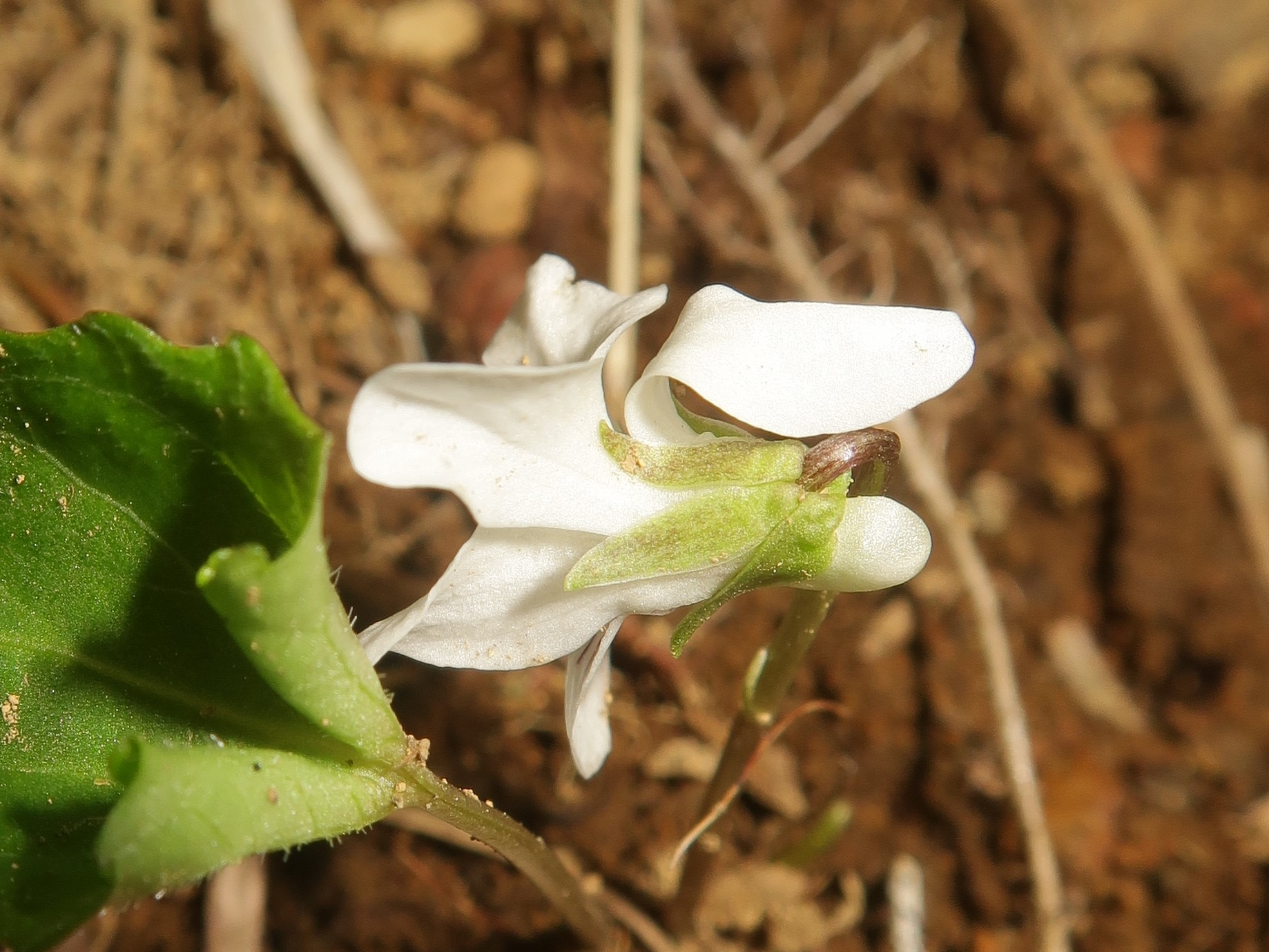
唇弁の距は短く、嚢状になる。萼片は狭卵状披針形で、先端は外側に少し反り返り、反対側の付属体の縁は全縁になる。
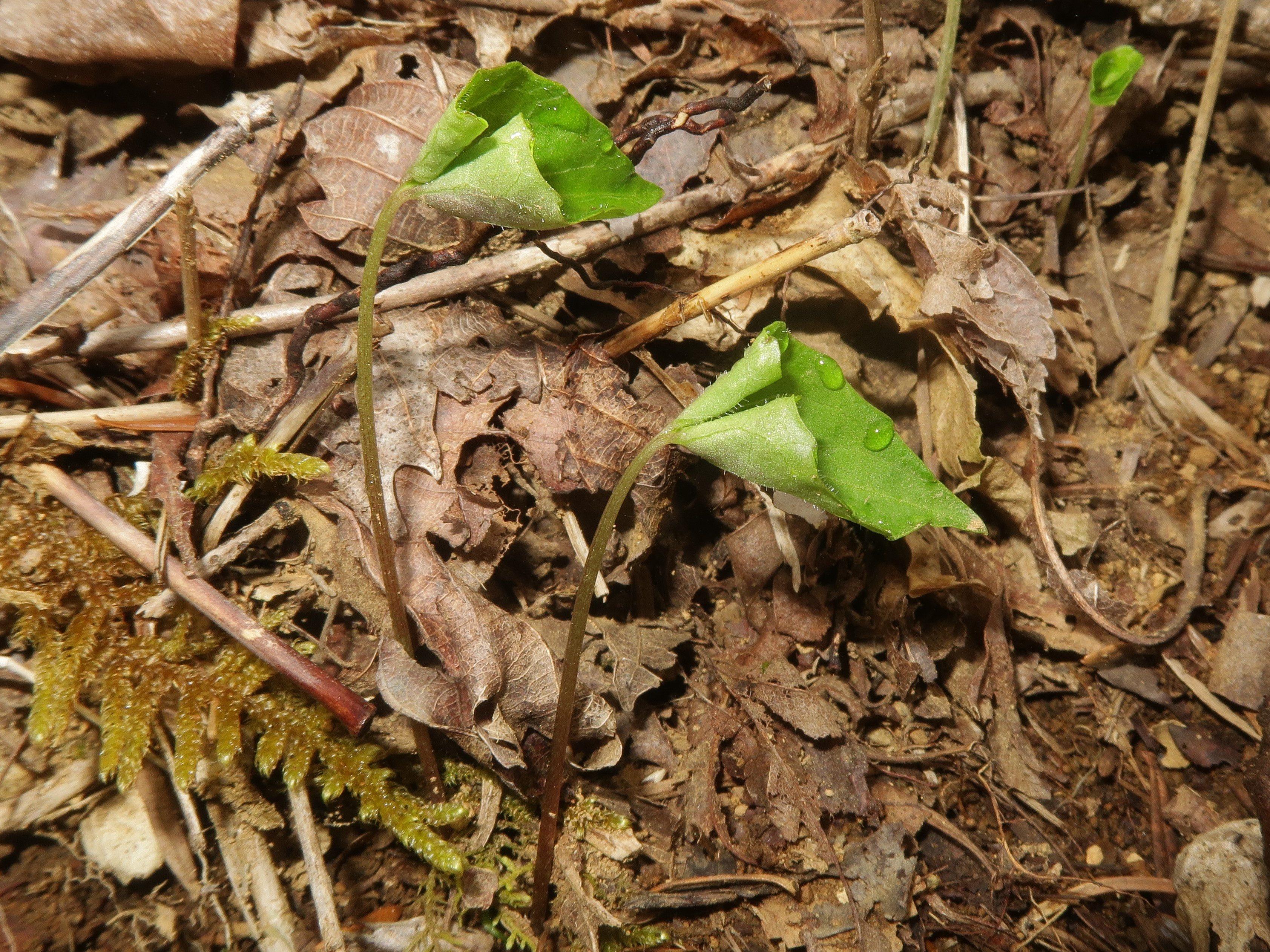
花茎をつけていない葉。展開前は内側に巻く。
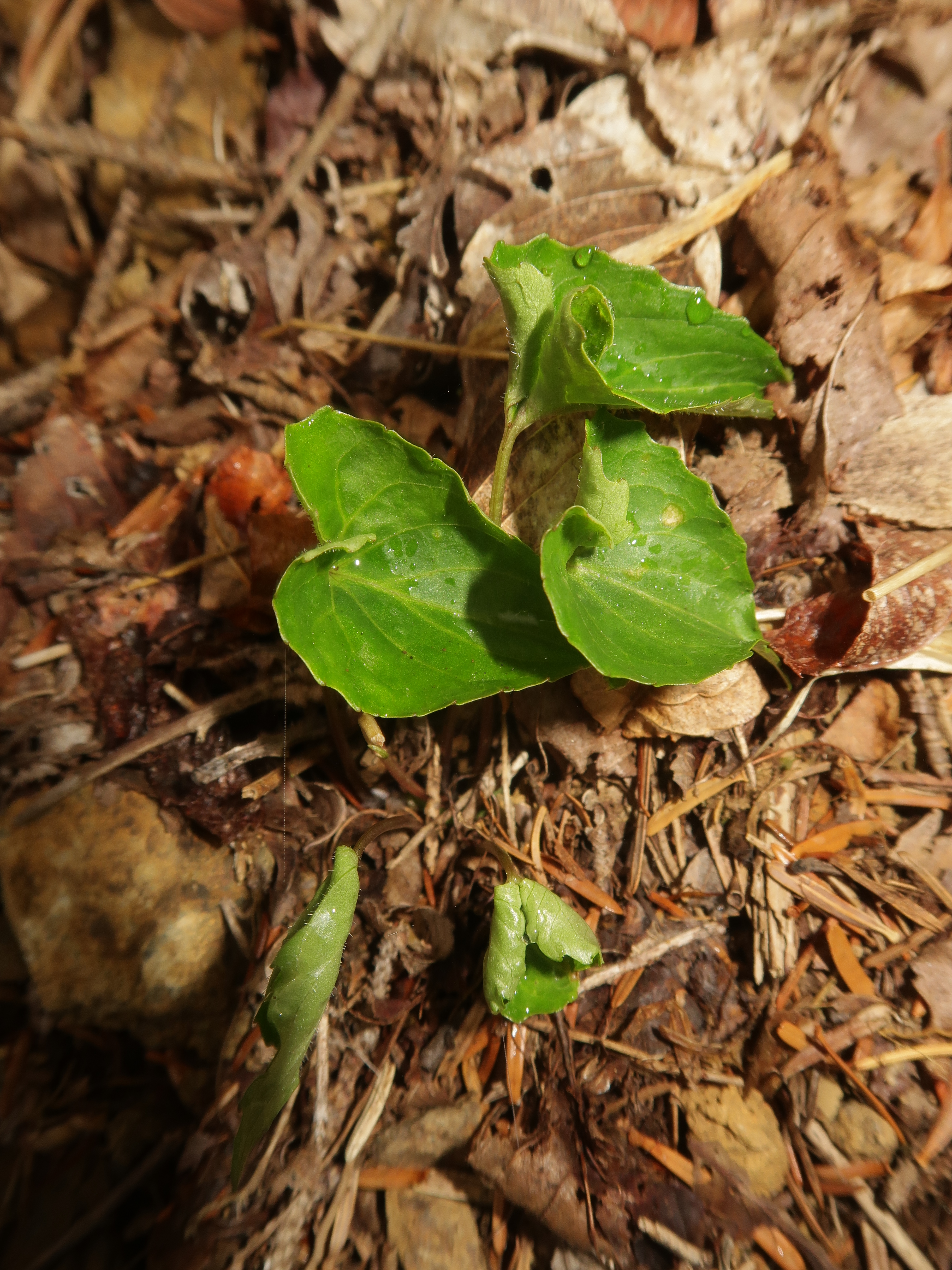
なかば展開した葉。縁には上方に向かう鋭い鋸歯がまばらにある。

## 分類
スミレサイシン節 Sect. Vaginatae には、本種の他、シコクスミレ V. shikokiana、アケボノスミレ V. rossii、スミレサイシン V. vaginata、ナガバノスミレサイシン V. bissetii が属する。同節のなかでは、花の色が白いのは、本種とシコクスミレである。また、シコクスミレを除いて、開花後に葉が完全に展開する共通点は一緒である。
日本に分布する白花系のスミレ属のうち、亜高山帯に分布するものに、本種のほか、ウスバスミレ Viola blandiformis Nakai (1925) がある。同種は、亜高山帯のいくらか湿った場所に生育するが、本種は同種より乾いた場所に生育する傾向がある。